# Paul G. Hatfield

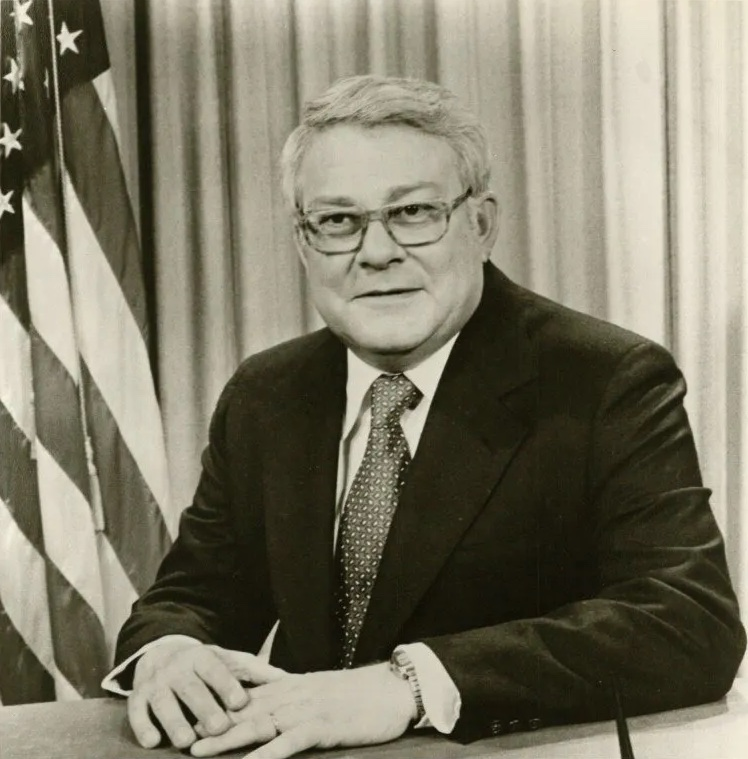
Paul G. Hatfield

Paul Gerhart Hatfield, född 29 april 1928 i Great Falls, Montana, död 3 juli 2000 i Great Falls, Montana, var en amerikansk demokratisk politiker och jurist. Han representerade delstaten Montana i USA:s senat från januari till december 1978.
Hatfield tjänstgjorde i USA:s armé under Koreakriget. Han avlade 1955 juristexamen vid University of Montana. Han arbetade först som advokat, sedan som åklagare och senare som domare. Han tjänstgjorde 1977-1978 som chefsdomare i Montanas högsta domstol.
Senator Lee Metcalf avled 1978 i ämbetet och Hatfield blev utnämnd till senaten. Han förlorade mot Max Baucus i demokraternas primärval inför senatsvalet 1978. Baucus valdes till senaten och efterträdde Hatfield i december 1978. Hatfield tillträdde 1979 som domare i en federal domstol.
Hatfield avled i hemstaden Great Falls. Han gravsattes på begravningsplatsen Riverside Memorial Park i Spokane, Washington.